# Das österreichische Gesundheitswesen
Das österreichische Gesundheitswesen – ÖKZ ist eine seit 1960 monatlich erscheinende österreichische Fachzeitschrift für das Krankenhaus- und Gesundheitswesen.
Das monatlich erscheinende Medium wurde 1960 als „Mitteilungsorgan für das gesamte Krankenhauswesen“ begründet und ist als Leitmedium des österreichischen Gesundheitswesens mit den Schwerpunkten Strukturen, Führung und Organisation im Gesundheitswesen; Finanzierung, Innovationen und Reformen; Gesundheitspolitik und Patientenorientierung. Zwischenzeitlich firmierte das Blatt als Österreichische Krankenhauszeitung.
Die Leserzahl beträgt rund 32.000. Eine Leserumfrage aus dem Jahr 2005 ergab, dass 69,5 Prozent der Führungskräfte im Gesundheitswesen die ÖKZ jeden Monat lesen; eine vom Competence Center Health Care 2008 erstellte Umfrage bei österreichischen Krankenhausleitungen bestätigte das Blatt als meistgelesenes Fachmedium in dieser Zielgruppe.
Seit 2003 erscheint die ÖKZ im Schaffler Verlag. Herausgeber ist Roland Schaffler, die Chefredakteurin ist Elisabeth Tschachler. Ab der Ausgabe 12/2003 sind alle ÖKZ-Beiträge für Abonnenten auch in einem Online-Archiv zugänglich.